# Dolina Bogów
Dolina Bogów (ang. Valley of the Gods) – polsko-luksembursko-amerykański dramat filmowy z 2019 roku w reżyserii Lecha Majewskiego.

## Produkcja
Zdjęcia do filmu kręcono w następujących lokalizacjach na terenie Dolnego i Górnego Śląska oraz Zagłębia Dąbrowskiego: Katowice (Sąd Okręgowy, Muzeum Śląskie), Pszczyna (zamek), Sosnowiec (Pałac Dietla), Wrocław, Lubiąż, zamek Książ, zamek Czocha. Ponadto wykorzystano także lokacje w USA (stan Utah) oraz we Włoszech (Rzym).

## Obsada
- Josh Hartnett jako John Ecas
- John Malkovich jako Wes Tauros
- Bérénice Marlohe jako Karen Kitson
- Keir Dullea jako Ulim
- John Rhys-Davies jako dr Hermann
- Jaime Ray Newman jako Laura Ecas[1]

## Nagrody
- 2019 - Nagroda Specjalna Przewodniczącego Komitetu Organizacyjnego Festiwalu Filmu Polskiego w Ameryce za reżyserię: Lech Majewski
- 2021 - Polska Nagroda Filmowa Orzeł w kategorii najlepsza scenografia: Christopher R. Demuri, Lech Majewski[1].